# كراكوف أم زيه
كراكوف أم زي (بالألمانية: Krakow am See) هي بلدة ألمانية تقع في ألمانيا في مكلنبورغ فوربومرن. يقدر عدد سكانها بـ 3,530 نسمة.

## أعلام
- أندرياس رينكه